# Marienehe

Le faubourg de Schmarl à Rostock.

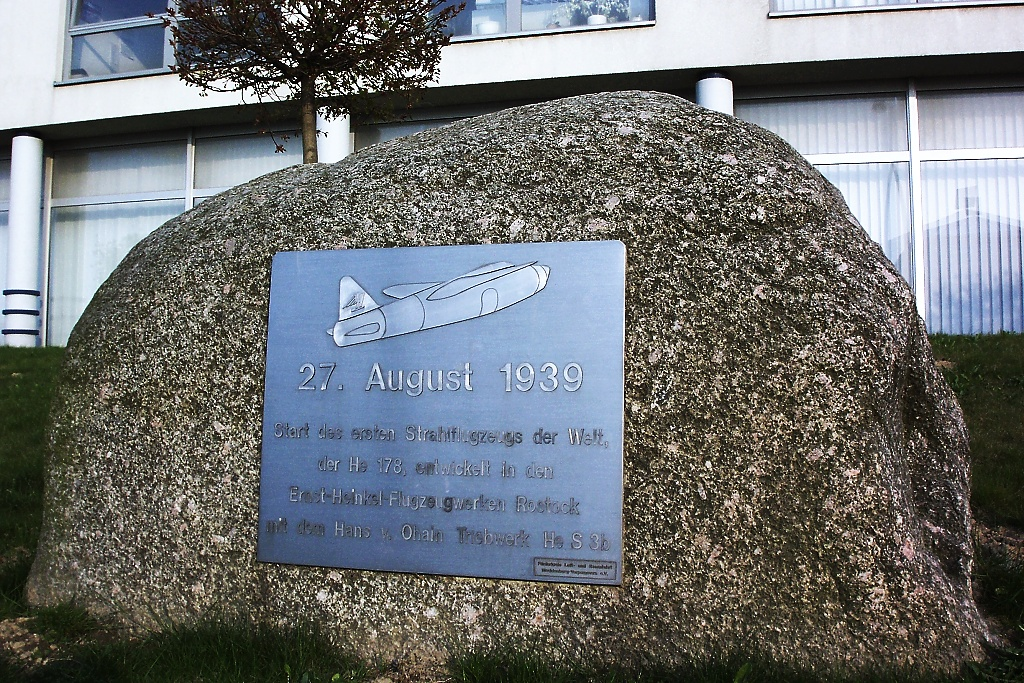
Plaque commémorative du premier vol à réaction, effectué à Marienehe.

Marienehe est un faubourg industriel et portuaire de la ville hanséate de Rostock. Il recouvre aujourd’hui les quartiers de Schmarl, Evershagen et Reutershagen. C'est sur l'aérodrome aménagé à cet endroit par les usines Heinkel que le pilote Erich Warsitz effectua, le 20 juin 1939, le premier vol à réaction de l'histoire.

## Histoire
Marienehe est évoquée pour la première fois en 1304 dans un décret du roi Éric VI de Danemark. En 1393, le bourgmestre de Rostock, Winold Baggel (de), racheta la terre et en fit donation en 1396 à l'ordre des Chartreux, qui y édifia la chartreuse de Marienhe. Cette congrégation administra par la suite jusqu'aux neuf villages avoisinants plus deux autres en Principauté de Rügen. Malgré une vive résistance des moines à la Réforme, particulièrement à l'instigation de l'abbé Markwart Behr, elle tomba sous les coups des Protestants le 15 mars 1552. Le monastère fut abandonné en 1559 et les pierres utilisé pour reconstruire le château de Güstrow (de) qui avait brûlé en 1557.
Le rattachement administratif de Marienehe à Rostock est décidé en 1934. L'année précédente, l'avionneur Ernst Heinkel y avait établi ses ateliers, le site de Warnemünde ne lui offrant plus suffisamment de terrain pour développer ses activités. C'est dans ces ateliers de Marienehe que vit le jour, le 27 août 1939, le premier avion à réaction : le Heinkel He 178. Le réacteur était conçu par Hans von Ohain.
Les ateliers aéronautiques furent, au cours de la Deuxième Guerre mondiale, une cible essentielle des bombardements alliés sur Rostock, et les opérations aériennes de 1942 touchèrent fortement l'activité. Après la guerre, toutes les machines et installations récupérables furent entièrement démontées et expédiées en Union Soviétique comme réparations de guerre.
Les terrains furent repris au début des années 1950 pour l'aménagement du combinat « Conserveries de Rostock. » On aménagea un port fluvial en site propre sur la Basse-Warnow pour la flotte de pêche de RDA, avec ses conserveries, une capitainerie et des locaux techniques.
Après la Chute du mur de Berlin, le combinat devint au 1er août 1990 la société Rostocker Fischereihafen GmbH (RFH). Depuis 2003, le groupe d'assurances Rostocker Versorgungs- und Verkehrsholding GmbH (RVV) détient 94 % des parts de cette entreprise de secteur agroalimentaire.

## Le port de Rostock
Le port de pêche et de fret de Rostock (RFH) est aujourd'hui le deuxième port de la métropole : il offre 20 appontements répartis sur 2 100 m de quai, des terrains commerciaux et industriels, près de 10 km de voie ferrée connectés au réseau fédéral, destinés en particulier au fret de bois, de céréales et d'engrais,. Les grumes importées de Scandinavie sont chargées dans des wagons, expédiés vers les usines Zellstoff Stendal Holz GmbH (ZS Holz) de Stendal et de Blankenstein.
En 2016, RFH n'a chargé que 1,15 million de tonnes de marchandises, dont 586 000 t de bois et au total 531 000 t de vrac, dont 310 000 t d’engrais. En 2015, il traitait encore 1,34 million de tonnes (pour 2014: 1,27 million de tonnes), dont 858 000 st de bois, 225 000 t d'engrais et 85 000 t de céréales.
En 2017, un nouveau terminal (LP 27) de 110 m de quai a été aménagé dans le secteur nord pour un investissement de 3,5 millions € ; néanmoins, le trafic de marchandises n'a fait que se maintenir à 1,17 million de tonnes, avant de s'affaisser en 2018 à 970 000 t, dont 525 000 t de bois d'importation (en baisse de 157 000 t) et 217 000 t d'engrais (en baisse de 46 000 t).
À la mi-2019, le port de Rostock a investi sur ses fonds propres 2,2 millions € dans la construction d'un entrepôt couvert de 3 000 m2, destiné à stocker 15 000 t d'engrais. Il a été loué par ICL Europe. Cet entrepôt voisine avec un terril de  8 000 m2, dont le coût (3,5 millions €) a été financé à hauteur de 75 % par le Land de Mecklembourg-Poméranie-Occidentale.

## Voies de communication
La gare de Marienehe est desservie aussi bien par la S-Bahn que par le tramway. Les usines du port de pêche sont reliées à la gare et la halte de Holbeinplatz toute la journée du lundi au vendredi par les lignes de bus 34 de RSAG depuis septembre 2016.